# Magnus Jung
Magnus Jung (ur. 28 października 1971 w Wadern) – niemiecki polityk, działacz Socjaldemokratycznej Partii Niemiec (SPD), deputowany do Landtagu Saary, minister w rządzie Saary.

## Życiorys
W 1991 roku zdał egzamin maturalny, po czym odbył służbę zastępczą w opiece nad osobami starszymi. W latach 1992–1997 studiował nauki polityczne, filozofię i socjologię na Uniwersytecie Kraju Saary. Następnie, w latach 1997–2001, pracował w ośrodku szkoleniowym w dzielnicy Burbach, zajmując się doradztwem i wsparciem pedagogicznym młodzieży mającej trudności z wejściem na rynek pracy.
W latach 2001–2004 przygotowywał rozprawę doktorską na Wolnym Uniwersytecie w Berlinie, a po uzyskaniu stopnia naukowego prowadził do 2009 roku w ramach wolnego zawodu działalność jako wykładowca, doradca polityczny i medialny oraz dziennikarz.
Z SPD związany jest od 1988 roku. Od 1999 roku zasiada w radzie powiatu St. Wendel. W 2006 roku objął funkcję przewodniczącego powiatowych struktur SPD w St. Wendel, a także został członkiem prezydium i zarządu SPD w Kraju Saary. W 2009 roku uzyskał mandat posła do landtagu Kraju Saary, a w latach 2014–2022 pełnił funkcję wiceprzewodniczącego frakcji SPD w parlamencie krajowym.
26 kwietnia 2022 roku został mianowany ministrem pracy, spraw społecznych, równouprawnienia i zdrowia. Od tego samego dnia jest także zastępczym członkiem Bundesratu.